# Jan II (książę Bawarii)
Jan II (ur. ok. 1341, zm. 1397) – książę Bawarii-Landshut od 1375 r. do 1392 r. (wspólnie z braćmi), a od 1392 r. samodzielny książę Bawarii-Monachium z dynastii Wittelsbachów.

## Życiorys

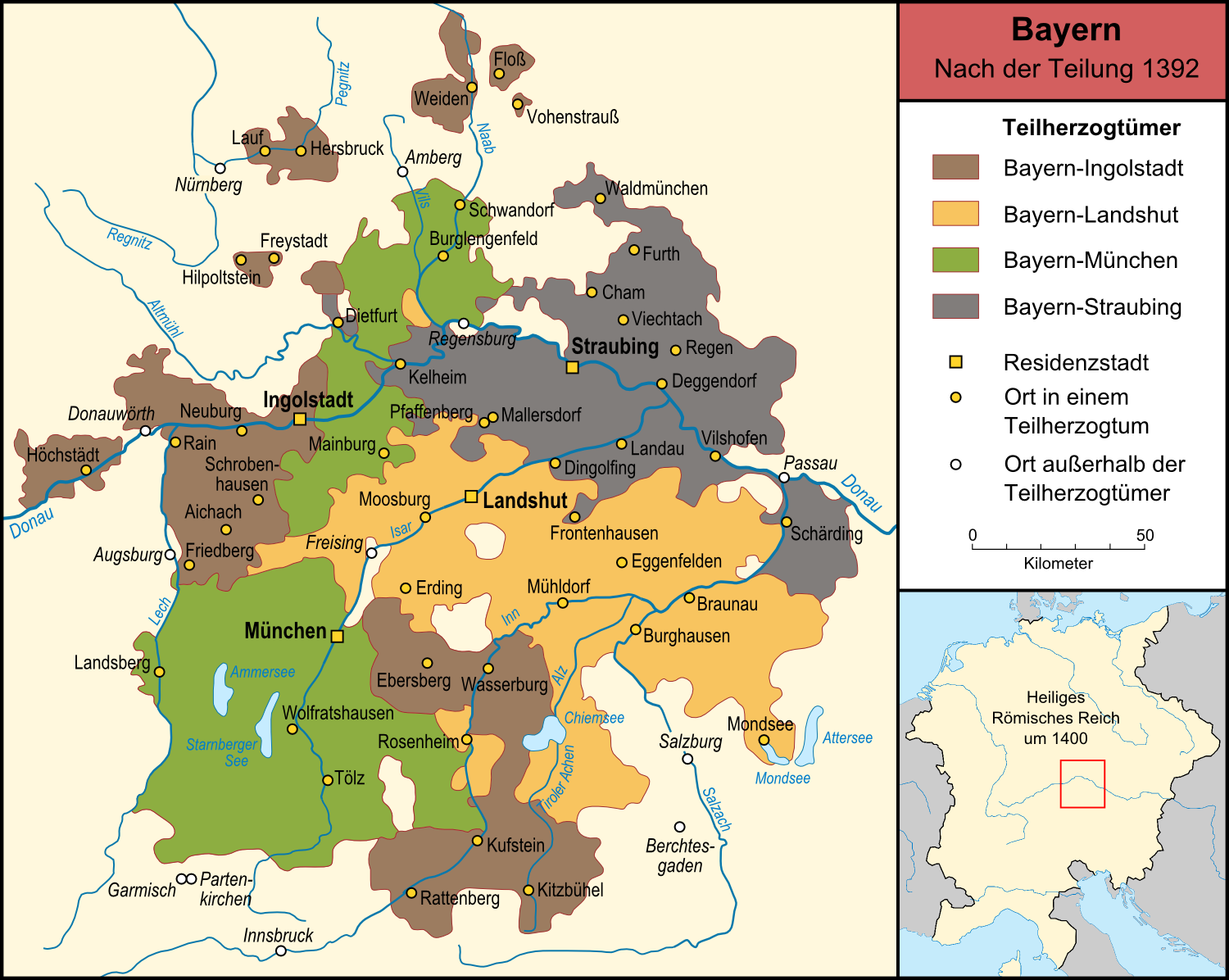
Bawaria po podziale na cztery księstwa w 1392 r.

Jan II był najmłodszym spośród trzech synów księcia Bawarii-Landshut Stefana II oraz Izabeli, córki króla Sycylii Fryderyka II. Wraz z dwoma starszymi braćmi, Fryderykiem i Stefanem III, objął władzę w księstwie po śmierci ojca w 1375 r.
Już w 1376 r. bracia dokonali pierwszego podziału ojcowizny, podczas którego Jan wraz ze Stefanem objął Górną Bawarię, wkrótce potem Jan i Stefan podzielili także swój udział. W 1385 r. odziedziczył trzecią część hrabstwa Gorycji, którą w 1392 r. sprzedał księciu Austrii Albrechtowi III. W tym samym roku bracia dokonali ostatecznego podziału Bawarii, podczas którego Jan otrzymał część z ośrodkiem w Monachium.

## Rodzina
W 1372 r. Jan poślubił Katarzynę, córkę hrabiego Gorycji Meinharda VI. Ze związku tego pochodziło troje dzieci: dwóch synów i następców ojca, Ernest i Wilhelm III, oraz córka Zofia, która poślubiła króla Czech i Niemiec Wacława IV Luksemburskiego. Synowie Jana jednak po śmierci musieli uznać prawo do współrządów brata Jana II, a ich stryja Stefana III z Ingolstadt.